# Bunongs
Les Pnongs alternativement Bunong ou Punong, en khmer : ជនជាតិព្នង, Thiounthièt pnong, signifiant « le peuple Nong ») sont un groupe ethnique minoritaire cambodgien indigène. 
On les trouve principalement dans la province de Mondol Kiri, au Cambodge. C'est le plus grand groupe ethnique indigène des hautes terres au Cambodge. Ils ont leur propre langue, le bunong, appartenant à la branche bahnarique des langues austroasiatiques. La majorité des Bunong sont animistes, mais une minorité d'entre eux suit le catholicisme romain et le bouddhisme theravāda. Les Bunong sont considérés comme khmer loeu ("khmer des hautes terres"), qui est le nom collectif donné aux divers groupes ethniques indigènes résidant dans les hautes terres du Cambodge et aux Montagnard (en) au Viêt Nam.

## Langue
La langue Pnong (parfois orthographiée « mnong ») est la langue maternelle du peuple bunong. Elle fait partie de la branche bahnarique des langues austro-asiatiques et est éloignée du khmer et d'autres langues khmer loeu (à l'exception du jarai et du rhade qui sont des langues austronésiennes étroitement liées au cham). Il existe plusieurs dialectes, certains même reconnus comme une langue distincte par les linguistes, la plupart des dialectes sont parlés au Viêt Nam voisin, à l'exception du kraol qui est parlé au Cambodge.

## Religion
La religion traditionnelle Bunong est une forme d'animisme centrée sur la forêt et combinée au culte des ancêtres.

## Pnong dans les médias
Une femme Pnong, connue comme « la fille de la jungle cambodgienne (en) », a été découverte après avoir vraisemblablement passé 19 ans seule dans la jungle. Ce serait Rochom P'ngieng, née en 1981.
D'autres travaux sur le Pnong incluent Living on the margins, les publications de Nomad RSI, le film documentaire Les Derniers Hommes éléphants et les œuvres de Frédéric Bourdier.

## Voir également
- Peuple Mnong
- Fou-nan